# Isigny-sur-Mer
Isigny-sur-Mer je naselje in občina v severozahodnem francoskem departmaju Calvados regije Spodnje Normandije. Leta 2006 je naselje imelo 2.755 prebivalcev.

## Geografija
Kraj se nahaja v pokrajini Normandiji ob reki Vire in njenem desnem pritoku Aure 3 km pred izlivom v Rokavski preliv, 32 km zahodno od Bayeuxa.

## Uprava
Isigny-sur-Mer je sedež istoimenskega kantona, v katerega so poleg njegove vključene še občine Asnières-en-Bessin, La Cambe, Canchy, Cardonville, Cartigny-l'Épinay, Castilly, Cricqueville-en-Bessin, Deux-Jumeaux, Englesqueville-la-Percée, La Folie, Géfosse-Fontenay, Grandcamp-Maisy, Lison, Longueville, Monfréville, Neuilly-la-Forêt, Osmanville, Les Oubeaux, Saint-Germain-du-Pert, Saint-Marcouf, Sainte-Marguerite-d'Elle, Saint-Pierre-du-Mont in Vouilly z 9.992 prebivalci.
Kanton Isigny-sur-Mer je sestavni del okrožja Bayeux.

## Pobratena mesta
- Kingsbridge (Anglija, Združeno kraljestvo),
- Weilerbach (Porenje - Pfalška, Nemčija).